# هاردويل
روبرت فان دي كوربت (بالهولندية: Hardwell)‏ أو هاردويل هو دي جيه ومنسق أغاني هولندي مشهور ولد في 7 يناير 1988 في مدينة بريدا.

## الطفولة
منذ الصغر كان روبرت مولعا بالموسيقى إذ أنه كان يعزف على جميع الألات الموسيقية من بينها البيانو .
في سن 10 شاهد روبرت فيلما وثائقيا حول الموسيقى الإلكترونية  بهولندا مقدم من طرف أشهر منسقي الأغاني الهولندين ك دي جيه تييستو و ارمين فان بيورن وغيرهم فكان ذلك الفيلم السبب الرئيسي وراء إلمامه بالموسيقى الإلكترونية والانطلاقة الأولى له نحو الشهرة .

## البداية
ما بين سن 14 و 18 سنة كان روبرت يؤدي بعض من أغانيه في بعض النوادي الهولندية لكن كانت لديه مشكلة تعترضه ألا وهي مشكلة السن لأنه كان صغيرا جدا لدخول النوادي فكان يصطحب والديه معه .

## الشهرة والنجاح

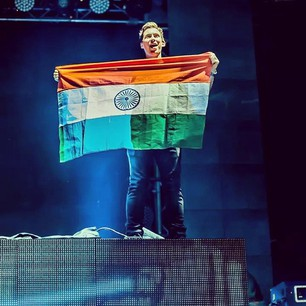
هاردويل في الهند

سنة 2013 فاز بجائزة DJ award محتلا المرتبة الأولى ومتغلبا على دي جيه أفيتشي ومكتسبا شهرة عالمية يقوم روبرت بجولات عالمية لأداء موسيقاه وفي عدة أمكنة ك إيبيزا وغيرها من المهرجانات والفعاليات الفنية

## الجوائز
DJ Award for Best Electro House 2013 -2014
DJ Award for Best Electro / Progressive House 2015
DJ Award for Best International DJ 2015
DJ Award for Best Big Room House 2016 

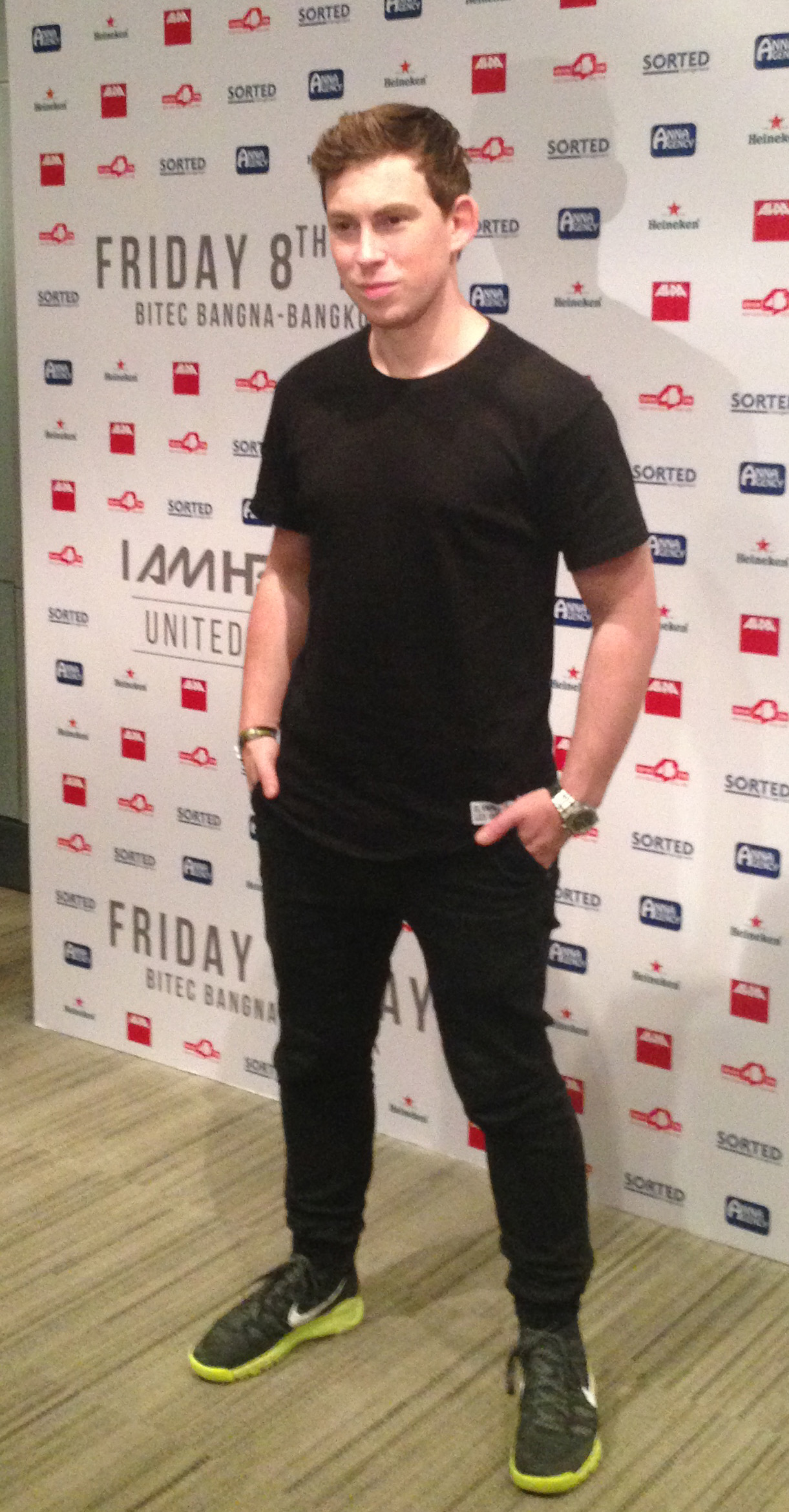

## روابط خارجية
- هاردويل على موقع IMDb (الإنجليزية)
- هاردويل على موقع ميوزك برينز (الإنجليزية)
- هاردويل على موقع ميوزك برينز (الإنجليزية)
- هاردويل على موقع أول ميوزيك (الإنجليزية)
- هاردويل على موقع ديسكوغز (الإنجليزية)
- هاردويل على موقع ديسكوغز (الإنجليزية)
- هاردويل على موقع ديسكوغز (الإنجليزية)
- هاردويل على موقع ديسكوغز (الإنجليزية)
- هاردويل على موقع ديسكوغز (الإنجليزية)
- هاردويل على موقع قاعدة بيانات الفيلم (الإنجليزية)